# Šumiac
Šumiac (slowakisch bis 1927 auch „Šumiacô“; ungarisch Királyhegyalja – bis 1902 Sumjác) ist eine Gemeinde im Banskobystrický kraj in der Slowakei.

## Geographie
Der Ort liegt im Ostteil der Region Horehronie am Fuße der Niederen Tatra unter dem Berg Kráľova hoľa (1945 m n.m.), 43 km östlich von Brezno und etwa 40 km südsüdwestlich von Poprad.
Zum Gemeindegebiet gehört neben dem Hauptort auch der Gemeindeteil Červená Skala (seit 1960). Die Gemeinde verlor 1954 hingegen die Siedlungen Nová Máša, Švábolka, Vaľkovňa und Zlatno.

## Geschichte
Der Ort wurde im 15. Jahrhundert gegründet und wurde zum ersten Mal im Jahr 1573 erwähnt.
Bis 1918 gehörte der Ort im Komitat Gemer und Kleinhont zum Königreich Ungarn und kam danach zur neu entstandenen Tschechoslowakei, bzw. heute Slowakei.

## Bevölkerung
| Jahr                | 1994 | 2004    | 2014    | 2024    |
| ------------------- | ---- | ------- | ------- | ------- |
| Anzahl der Personen | 1558 | 1415    | 1290    | 1309    |
| Unterschied         |      | −9,17 % | −8,83 % | +1,47 % |

| Jahr                | 2023 | 2024    |
| ------------------- | ---- | ------- |
| Anzahl der Personen | 1310 | 1309    |
| Unterschied         |      | −0,07 % |

## Persönlichkeiten
- Klára Jarunková, slowakische Schriftstellerin